# Портлендский институт современного искусства
Портлендский институт современного искусства (англ. Portland Institute for Contemporary Art, PICA) — организация, представляющая искусство перформанса и современное изобразительное искусство. Она базируется в Портленде (штат Орегон, США). Институт был основан в 1995 году Кристи Эдмундс. С 2003 года ежегодно в сентябре он проводит фестиваль искусства (TBA), посвящённый современному и экспериментальному изобразительному искусству, танцу, театру, кино и видео, музыке, где также проводятся образовательные и общественные мероприятия местными, американскими и иностранными художниками.  

## История
Портлендский институт современного искусства был основан в 1995 году Кристи Эдмундс, в то время занимавшей должность директора программы «Искусство на краю» (англ. Art on the Edge) Портлендского художественного музея. Программа перформансов и выставки организации проводились преимущественно по передвижной модели, с использованием свободных или арендованных пространств по всему городу Портленда. Большинство программ перформансов, проводимых институтом, группировались по ежегодным сезонам в первые семь лет его существования. Знаковым мероприятием организации того периода был «Dada Ball», ежегодный костюмированный вечер по сбору средств, также проходивший в различных свободных местах Портленда с 1996 по 2001 год. 
Офисы организации размещались в здании Boora Architects с момента своего основания до 2001 года, а затем переехали в штаб-квартиру Wieden+Kennedy в северо-западном Портленде. PICA делила свои офисы в одном здании Wieden & Kennedy до 2012 года и распоряжалась в нём дополнительной выставочной площадью в 200 м² до 2004 года. 
В сентябре 2003 года институт представил свой первый ежегодный десятидневный фестиваль искусств, посвящённый перформансу и современному изобразительному искусству по образцу Эдинбургского и Аделаидского фестивалей. Он был построен на традиционной передвижной модели PICA с использованием нескольких мест по всему городу, в том числе таких объектов, как бывшее здание средней школы Вашингтона в юго-восточном Портленде, позднее переименованное в Революционный зал. 
В 2012 году PICA переехала в арендованное помещение на третьем этаже на юго-западной 10-й авеню, что позволило ей использовать свои офисы и библиотеку в качестве галереи или пространства для перформансов в случае необходимости. 
19 апреля 2016 года институт объявил о том, что получил в бесплатное пользование сроком на 20 лет площадь в 1500 м² в здании на Авеню Норт-Уильямс. С сентября того же года PICA начал использовать это пространство в качестве кассы, концертного зала и галереи для своего фестиваля TBA, сохраняя также офисы в центре Портленда. В ноябре 2017 года и они были перемещены в отремонтированное пространство в северо-восточном Портленде.

## Программы
Портлендский институт современного искусства представлял работы мастеров перформанса и музыкантов, таких как Филип Гласс, Лори Андерсон, Карен Финли, Сполдинг Грей, Марина Абрамович, Миранда Джулай, Майк Дейзи, Реджи Уоттс.  
Институт проводил выставки таких известных художников, как Уильям Поуп Эл, Мэтью Дэй Джексон, Франсис Алис, Эмили Ройсдон, А. Л. Штайнер, Эрика Фогт. Начиная с 2005 года изобразительное искусство организации курирует Кристан Кеннеди.